# 賈彝
賈 彝（か い、生没年不詳）は、中国の五胡十六国時代の政治家。字は彦倫。本貫は武威郡姑臧県。

## 経歴
賈彝の父は前秦の苻堅の下で鉅鹿郡太守となったが、讒言を受けて獄中に入れられた。賈彝はときに10歳であったが、長安を訪れて父の解放を訴えた。後に後燕の慕容垂の下で驃騎大将軍となり、遼西王慕容農の記室参軍を務めた。北魏の拓跋珪が彼の名声を聞いて、使者を後燕に派遣して身柄を求めた。慕容垂はますます賈彝のことを尊重して秩禄を加え、驃騎長史・昌黎郡太守に任じた。登国10年（395年）、後燕の慕容宝が参合陂の戦いで拓跋珪に大敗すると、賈彝と従兄の代郡太守賈潤らは捕らえられた。
皇始元年（396年）、拓跋珪が帝位につくと、賈彝は尚書左丞となって北魏の国政に参与し、給事中の位を加えられた。鄴に行台が置かれると、尚書の和跋とともに鄴に駐屯した。長らくして平城に召還された。天賜5年（408年）、温泉で療養していたところを捕らえられて、後秦の姚興のもとに送られた。数年のあいだ抑留されて、逃亡して北魏に帰還した。また夏の赫連勃勃に捕らえられ、気に入られて秘書監に任じられた。61歳で死去した。北魏の太武帝が赫連昌を平定すると、子の賈秀が棺を取り返して、代郡の南に葬った。

## 伝記資料
- 『魏書』巻33 列伝第21
- 『北史』巻27 列伝第15